# Schönwalde (Schönwald)

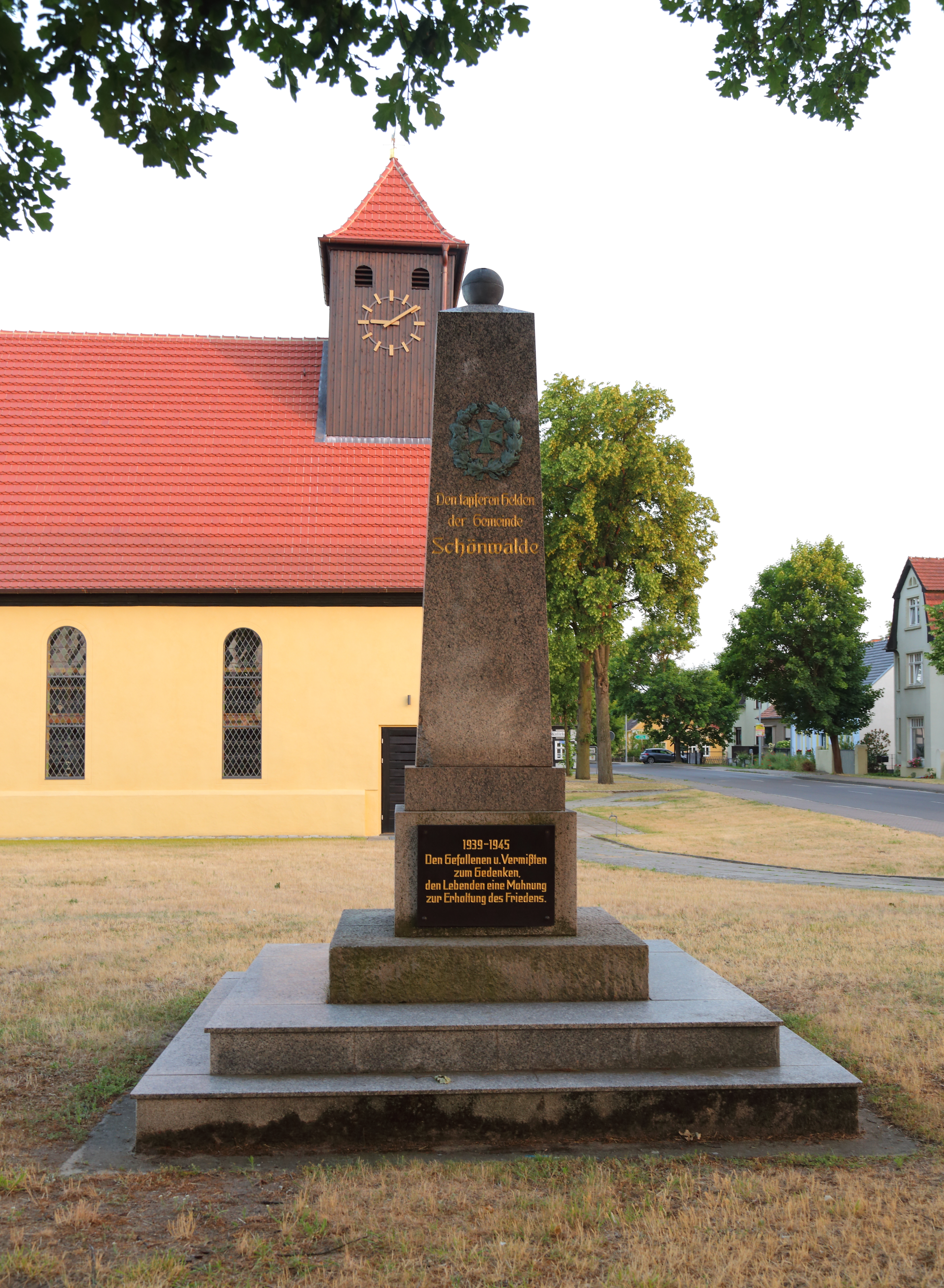
Kriegerdenkmal in Schönwalde

Schönwalde (niedersorbisch Běły Gózd) ist ein Ortsteil der Gemeinde Schönwald im Landkreis Dahme-Spreewald in Brandenburg. Bis zur Zusammenlegung mit der Gemeinde Waldow/Brand zur Gemeinde Schönwald am 31. Dezember 2001 war Schönwalde eine eigenständige Gemeinde, die vom Amt Unterspreewald verwaltet wurde. Schönwalde war bis 2012 Verwaltungssitz dieses Amtes.

## Lage

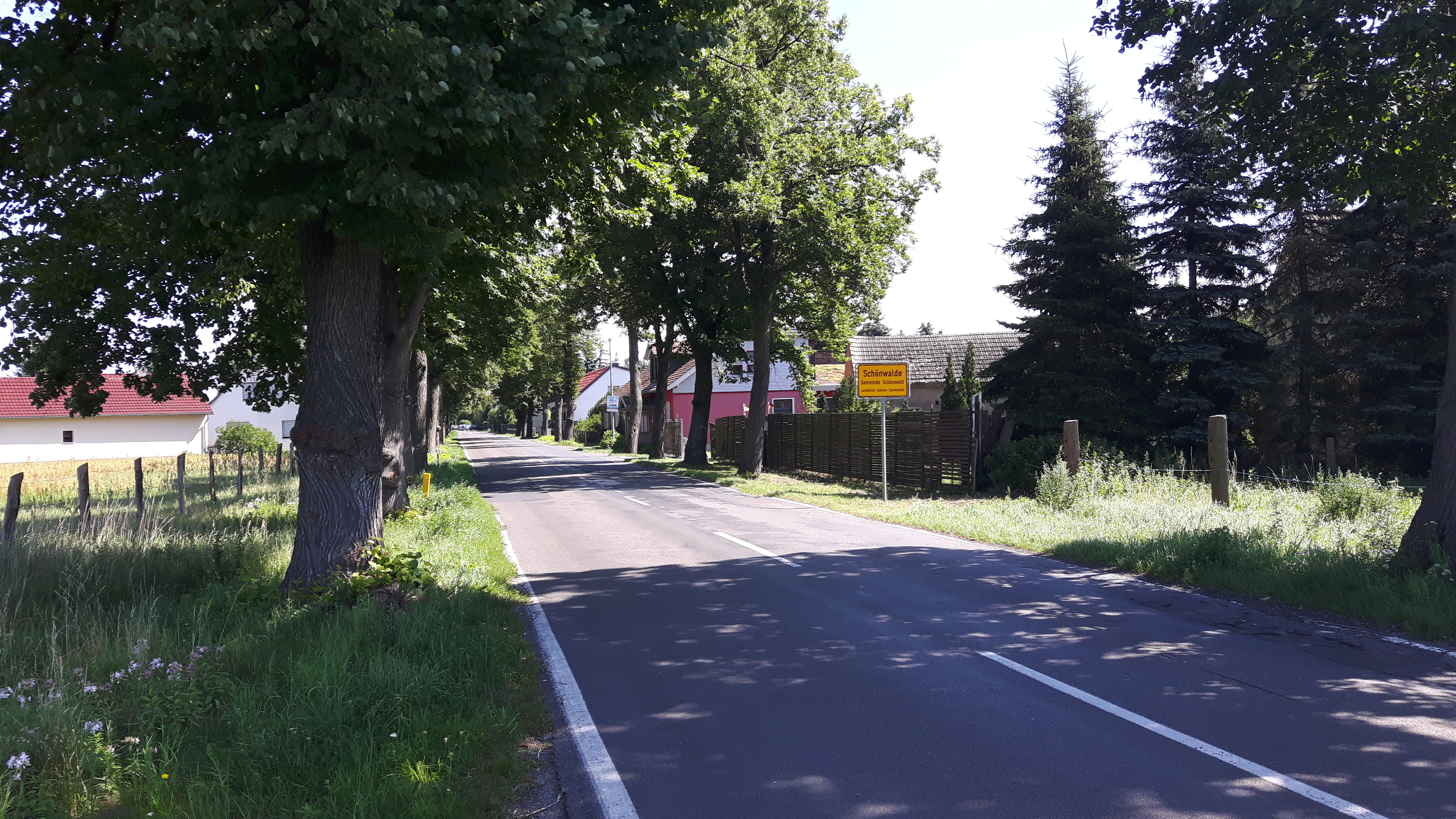
Ortseingang

Schönwalde liegt an der nördlichen Grenze der Niederlausitz und im Unterspreewald knapp zehn Kilometer nordwestlich Lübben. Umliegende Ortschaften sind der zur Gemeinde Krausnick-Groß Wasserburg gehörende Ortsteil Krausnick im Nordosten, der zur Stadt Lübben gehörende Ortsteil Groß Lubolz im Osten, die zur Gemeinde Bersteland gehörenden Ortsteile Niewitz im Südosten und Freiwalde im Süden, Waldow/Brand im Westen sowie der zur Gemeinde Rietzneuendorf-Staakow gehörende Teilort Staakow im Nordwesten.
In der Gemarkung Schönwaldes fließen der Bugkgraben im Norden und der Kabelgraben im Süden. Beide sind Nebenflüsse der Spree. Zu Schönwalde gehören die Wohnplätze Ausbau und Försterei Schönwalde.
Durch Schönwalde verläuft die Landesstraße 71 von Dahme nach Leibsch. Die nächstgelegene höherrangige Landstraße ist die Bundesstraße 115 von Lübben nach Jüterbog, die knapp vier Kilometer südlich des Dorfes verläuft. Südwestlich von Schönwalde verläuft die Bundesautobahn 13, deren Anschlussstelle Freiwalde liegt etwa fünf Kilometer entfernt.
Durch die Gemarkung von Schönwalde verläuft die Bahnstrecke Berlin–Görlitz, an der der Ort einen Bahnhof besitzt. Von diesem fährt der Regional-Express 7 (Dessau Hbf – Berlin – Senftenberg) ab. Busse fahren von Schönwalde nach Golßen und Lübben (Linie 486) sowie nach Schlepzig (Linie 504). Die Busanbindung wird durch die Regionale Verkehrsgesellschaft Dahme-Spreewald (RVS) bedient.

## Geschichte

### Urkundliche Erwähnung
Die ehemals wendische Siedlung Schönwalde wurde erstmals am 20. Januar 1345 als Sonwald urkundlich erwähnt. Der Ortsname bedeutet in etwa Siedlung am schönen Wald. Im Laufe der Zeit änderte sich der Ortsname mehrfach. 1414 wurde der Name Schoenenwald, 1431 Schoenenwalde und 1473 der Name Schonwalde genannt. Der heutige Ortsname wurde erst 1905 erstmals erwähnt.

### Besitzgeschichte und Zeit bis 1945
Schönwalde gehörte früher zur Herrschaft Reichwalde. 1414 verkaufte Johann von Biberstein einen Großteil des Dorfes an die Stadt Luckau, für welche Schönwalde nun ein Ratsdorf war. Bereits vier Jahre später verkaufte die Stadt einen Teil des Dorfes für 51 Prägestock und 20 Groschen böhmischen Geldes an den Bürger Nikolaus Bychow. Die Bauern aus dem verkauften Teil Schönwaldes mussten ihre Abgaben in Form von Hafer an den neuen Gutsherrn abtreten. Im Jahr 1508 wurde der Ort an die ebenfalls aus Luckau stammende Familie Eberhardt verkauft. Zu diesem Zeitpunkt hatte der Ort 28 Haushaltungen, davon waren 18 Bauern und 10 Kossäten. Zum 15. Mai 1526 kaufte der Stadtrat von Luckau Schönwalde für 380 rheinische Gulden wieder zurück. Nach dem Dreißigjährigen Krieg wurde Schönwalde bis 1674 an die Stadt Lübben verpfändet. Da die von Schönwalder Bauern gehaltenen Ziegen in den Wäldern um den Ort große Fraßschäden anrichteten, durften die Bauern ab dem 12. Oktober 1680 nur noch jeweils zwei Ziegen halten.
1672 wurden in Schönwalde 16 Haushalte gezählt. 1686 wurde die Dorfkirche von Schönwalde eingeweiht. 1708 hatte das Dorf 33 Haushalte, davon waren 20 Bauern, 2 Halbbauern, 8 Kossäten und 3 Büdner. Im Jahr 1723 zählte man in Schönwalde 37 Feuerstellen inklusive der Holzknechte im Ort. 1844 zählte man in Schönwalde 550 Einwohner, die in 65 Gebäuden lebten.
In den Jahren 1810, 1840 und 1864 wurden in Schönwalde von zugezogenen Müllern drei Windmühlen errichtet. Am 3. November 1866 wurde die Bahnstrecke durch den Ort in Betrieb genommen. Im Jahr 1871 wurde die neue Schule in Schönwalde eröffnet. Diese Schule befand sich unmittelbar neben der Dorfkirche. Im selben Jahr zählte man im Dorf 768 Einwohner, gleichzeitig waren jedoch auch 32 Pockentote, darunter vier Kinder, zu beklagen.
Im Jahr 1888 wurden 14 Höfe in Schönwalde durch einen Großbrand zerstört, 1894 brannten wieder fünf Höfe ab. Im Jahr 1911 wurde die Freiwillige Feuerwehr gegründet. Während des Ersten Weltkrieges waren in Schönwalde 24 gefallene Soldaten zu beklagen. Seit 1921/22 ist Schönwalde an das elektrische Stromnetz angeschlossen.
Gegen Ende des Zweiten Weltkrieges wurde die Dorfschule im Februar 1945 als Kriegslazarett eingerichtet. Im Mai 1945 marschierten dann schließlich sowjetische Truppen nach Schönwalde ein. In der Folgezeit wurden 20 Einwohner Schönwaldes von der Roten Armee ohne Angabe von Gründen deportiert und wurden später nie wieder gesehen.

### Zur Zeit der DDR
1944 wurde die erste Kindereinrichtung im Dorf eröffnet. Ab 1954 folgte ein Erntekindergarten, der von April bis September geöffnet war. 1956 zog der Kindergarten in einen Neubau. Neben dem Kindergarten gab es auch eine Kinderkrippe in der Freiwalder Straße. Das Gemeindehaus „Paul Gerhardt“ wurde 1951 in Holzbauweise errichtet.
Am 25. Januar 1956 wurden die ersten beiden landwirtschaftlichen Betriebe zu einer Landwirtschaftlichen Produktionsgenossenschaft zusammengeschlossen. Nachdem es im Jahr 1958 noch 135 landwirtschaftliche Privatbetriebe gab, waren bereits zwei Jahre später alle Betriebe in der LPG zusammengefasst.
Im Jahr 1962 brach in Schönwalde die Maul- und Klauenseuche aus, weshalb das Dorf einige Zeit lang bis ins folgende Jahr nicht von Auswärtigen betreten beziehungsweise von den Einheimischen verlassen werden durfte. 1963 hatte Schönwalde 1.064 Einwohner. Getrieben durch den starken Zuwachs an Kindern wurde die Dorfschule zwischen 1969 und 1971 durch einen Anbau erweitert. Seit 1988 wird Schönwalde durch ein Wasserwerk, an das auch das benachbarte Freiwalde angebunden ist, mit sauberem Trinkwasser versorgt. Zuvor wurde das Wasser gepumpt.
Schönwalde zählte während der DDR zu den größten Gemeinden im Kreis Lübben.

### Nach der Wende
Am 3. Oktober 1990 wurden auf dem Dorfplatz anlässlich des Tages der Deutschen Einheit zwei Eichen gepflanzt.
Nachdem auch die erweiterte Schule zu klein wurde, wurde auf einem ehemaligen Grundstück der Familie Kulick ein Plattenbau ein neues Schulgebäude errichtet. 1989 wurde diese Schule eingeweiht. Nach der Wende in der DDR und dem Wegfall der Landwirtschaftlichen Produktionsgenossenschaften gingen in der Region um Schönwalde viele Arbeitsplätze in der Landwirtschaft verloren und Großbetriebe gingen pleite oder verlegten ihre Betriebsstätten in den Westen, wodurch in der Region ein hoher Arbeitslosenanteil herrschte. Das alte Schulgebäude an der Dorfkirche wurde ab 1991 als Bürogebäude der Verwaltungsgemeinschaften Schönwalde und Neu Lübbenau genutzt. Zwischen 1993 und 1995 wurde Schönwalde an das moderne Kanalisationsnetz angeschlossen. Außerdem wurde die Straße neu befestigt und der Ortskern wurde umgestaltet.
Bis zum 31. Dezember 2012 war Schönwalde Sitz des am 26. Oktober 1992 gegründeten Amtes Unterspreewald, diesen Status verlor Schönwalde nach der Fusion mit dem Amt Golßener Land zum neuen Amt Unterspreewald an die Stadt Golßen. Heute befindet sich noch eine Zweigstelle der Amtsverwaltung im Dorf.
2002 belegte Schönwalde im Wettbewerb Unser Dorf soll schöner werden des Landkreises Dahme-Spreewald den ersten Platz. 2005 wurde das Dorf als Familienfreundliche Gemeinde des Landes Brandenburg ausgezeichnet und belegte im Kreiswettbewerb von Unser Dorf hat Zukunft den dritten Platz. 2008 belegte Schönwalde wiederum den ersten Platz in dem Wettbewerb und 2009 wurde Schönwalde zum zweiten Mal Familien- und Kinderfreundliche Gemeinde. 2014 belegte der Ort im Kreiswettbewerb von Unser Dorf soll schöner werden den zweiten Platz.
Heute gibt es in Schönwalde eine Grundschule, eine Mehrzweckhalle sowie die im Jahr 2002 neu errichtete Kindertagesstätte. Im Schuljahr 2016/17 wurden in der Grundschule 164 Schüler der Klassen 1 bis 6 von zehn Lehrerinnen und einem Lehrer unterrichtet. Zudem gibt es eine Filiale der Mittelbrandenburgischen Sparkasse. Ortsvorsteher von Schönwalde ist Roland Gefreiter von der WG Dorfgemeinschaft, der auch Bürgermeister der Gemeinde Schönwald ist (Stand 2022).

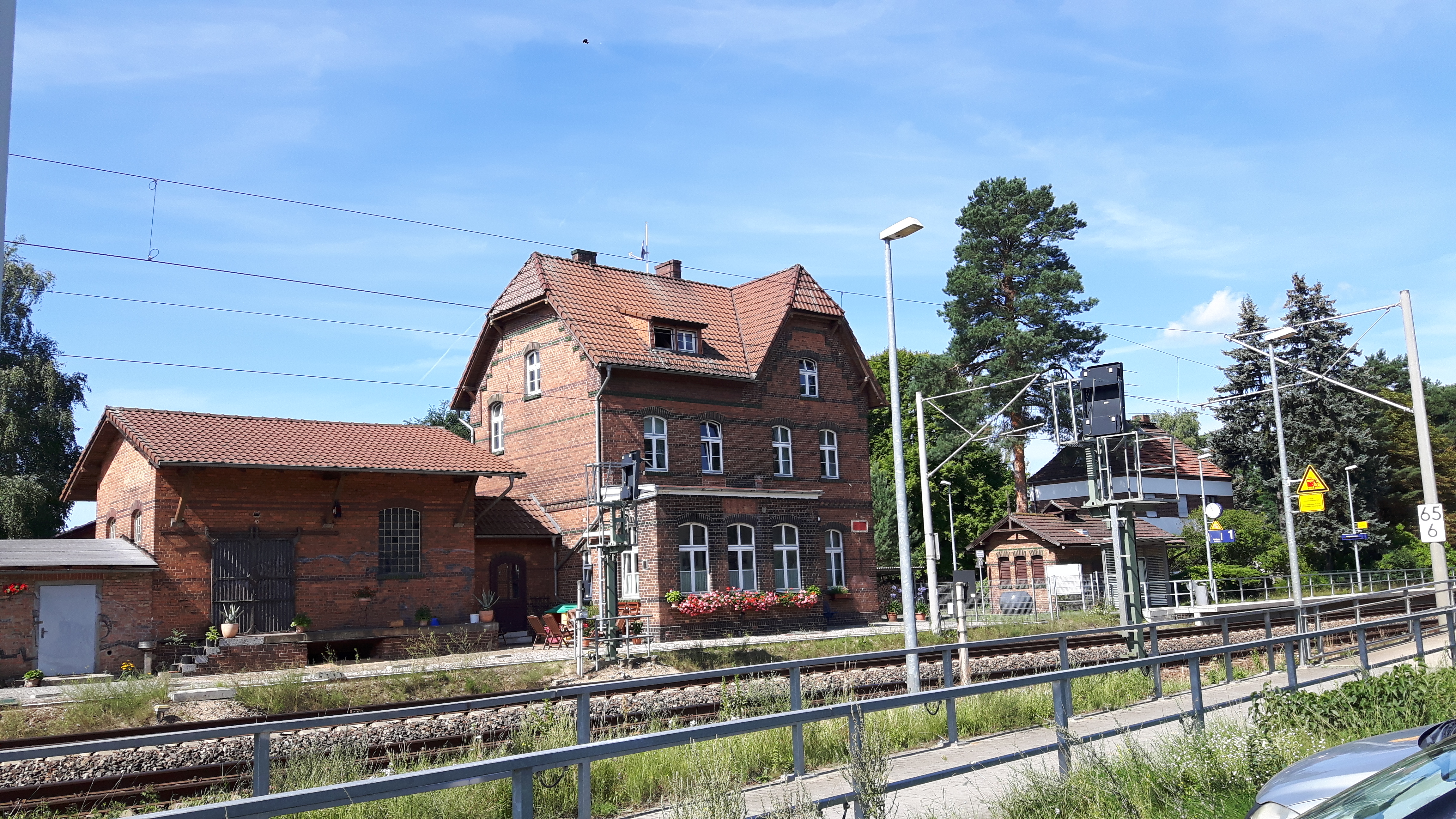
Bahnhof Schönwalde (Spreewald)
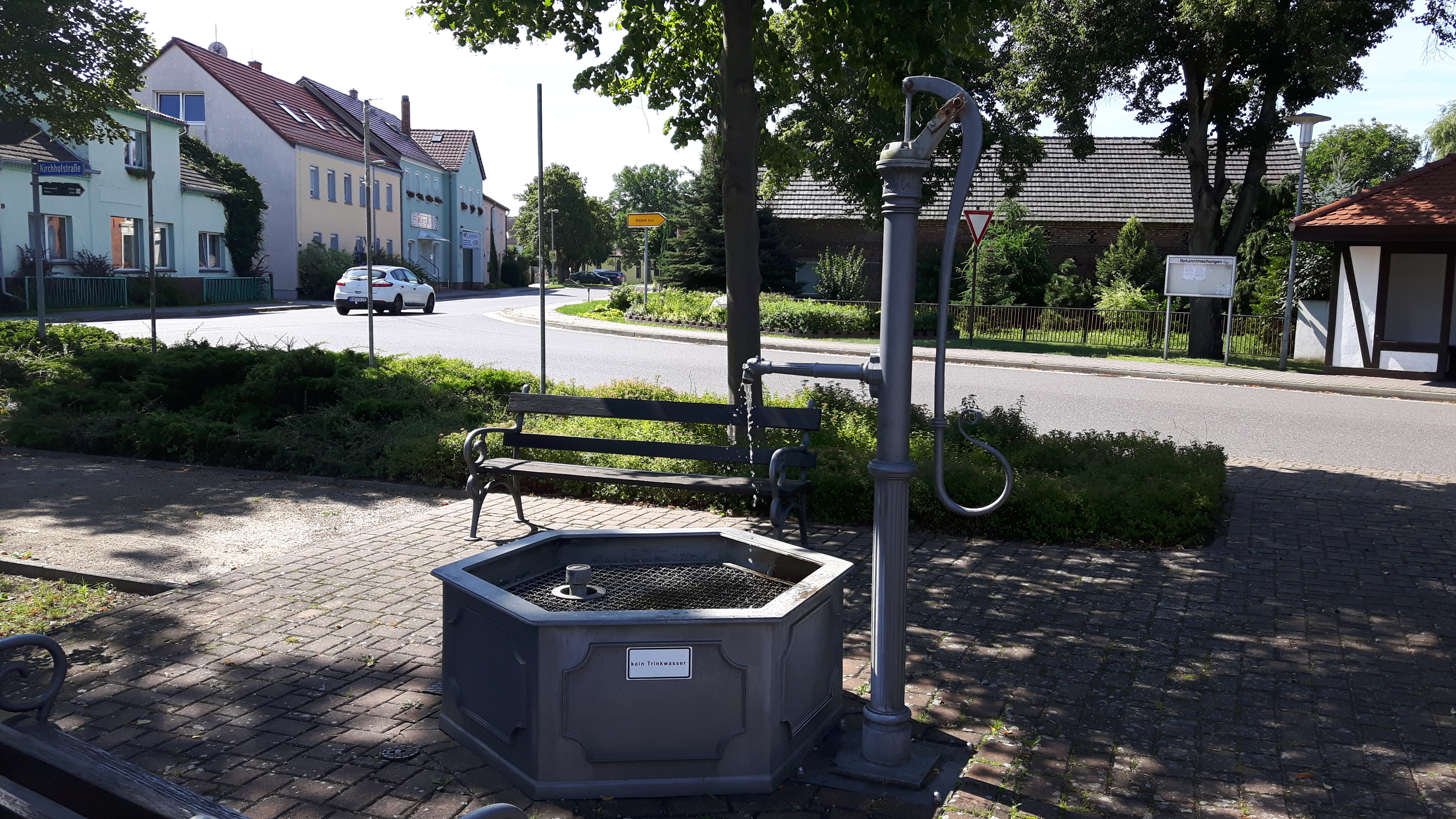
Neuer Dorfplatz
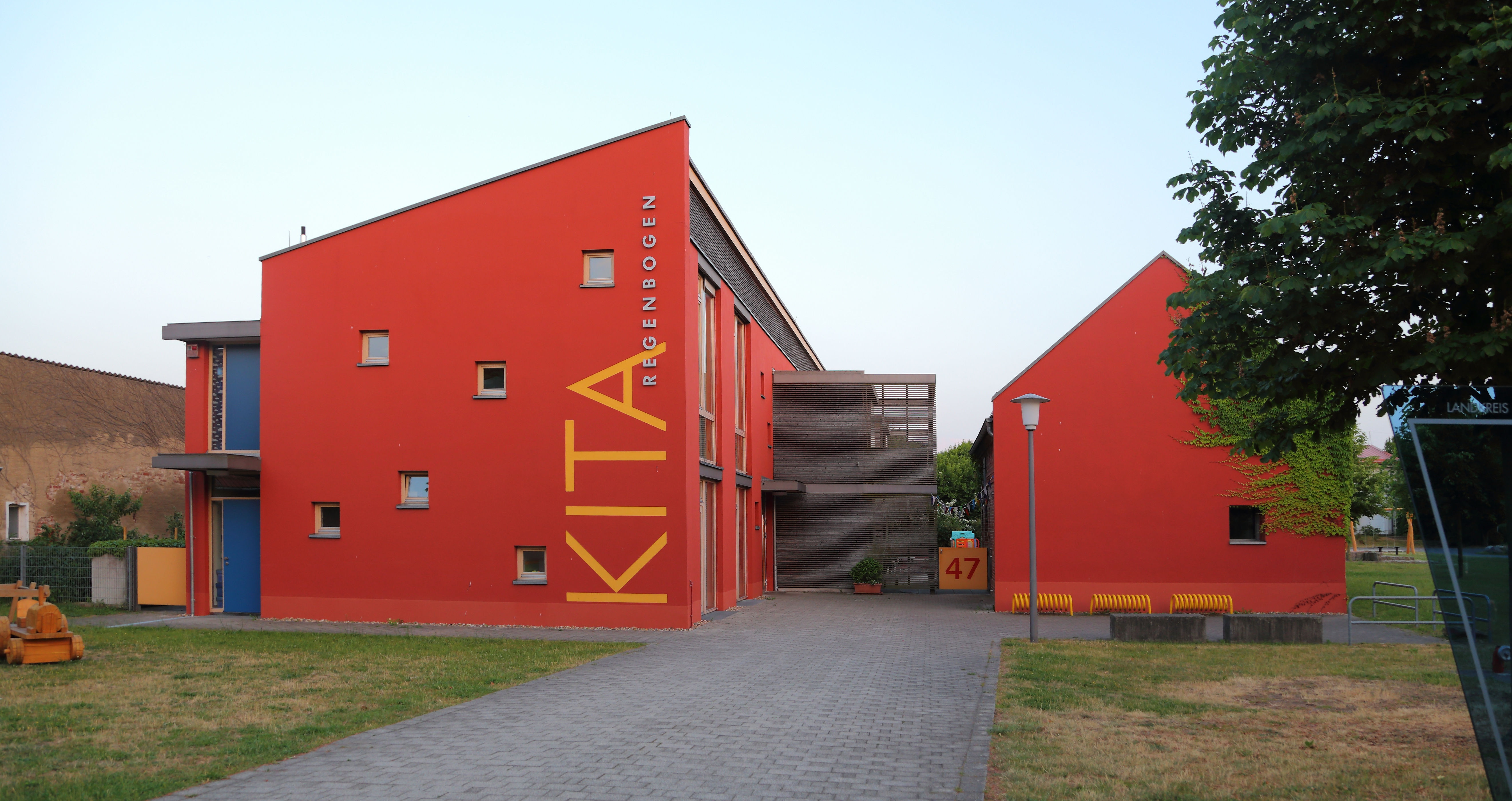
Kindertagesstätte „Regenbogen“
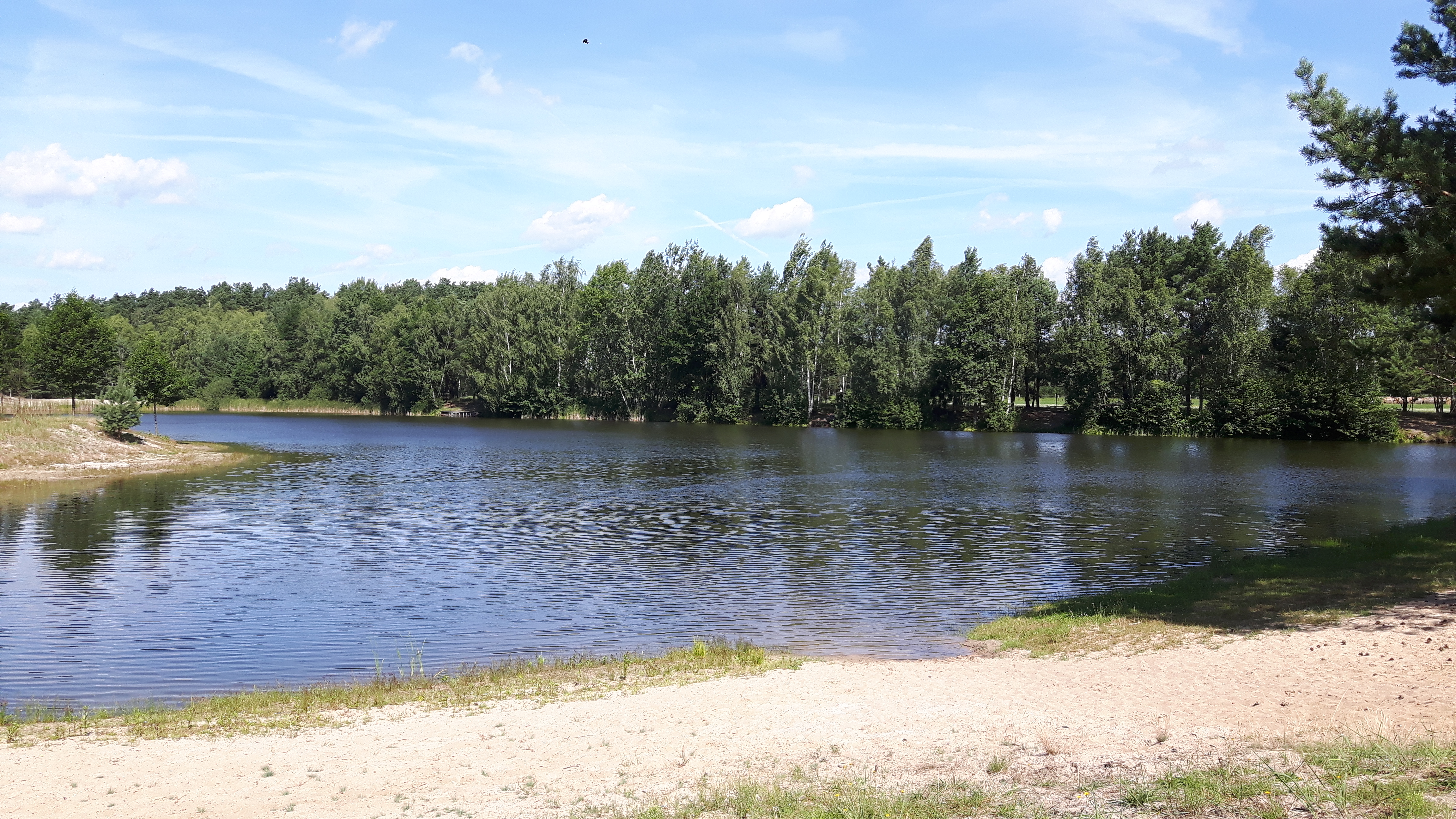
Badesee

### Administrative Zugehörigkeit
Nach dem Wiener Kongress kam das vormals sächsische Schönwalde an das Königreich Preußen und lag im Landkreis Luckau. Am 25. Juli 1952 wurde die Gemeinde dem neu gebildeten Kreis Lübben im Bezirk Cottbus zugeordnet. Nach der Wende lag Schönwalde im Landkreis Lübben in Brandenburg. Am 26. Oktober 1992 bildete Schönwalde zusammen mit zwölf weiteren Gemeinden das Amt Unterspreewald. Nach der brandenburgischen Kreisreform vom 6. Dezember 1993 wurde Schönwalde schließlich dem neu gebildeten Landkreis Dahme-Spreewald zugeordnet. Am 31. Dezember 2001 schloss sich Schönwalde mit dem benachbarten Waldow/Brand zu der neuen Gemeinde Schönwald zusammen. Am 1. Januar 2013 fusionierte das Amt Unterspreewald mit dem Amt Golßener Land, dadurch entstand das neue Amt Unterspreewald.

## Bevölkerungsentwicklung
| 1875 | 853 | 1939 | 1.015 | 1981 | 988   |
| 1890 | 801 | 1946 | 1.420 | 1985 | 1.002 |
| 1910 | 866 | 1950 | 1.297 | 1989 | 1.016 |
| 1925 | 842 | 1964 | 1.073 | 1995 | 1.285 |
| 1933 | 987 | 1971 | 1.077 | 2000 | 905   |

## Windpark Schönwalde Südost

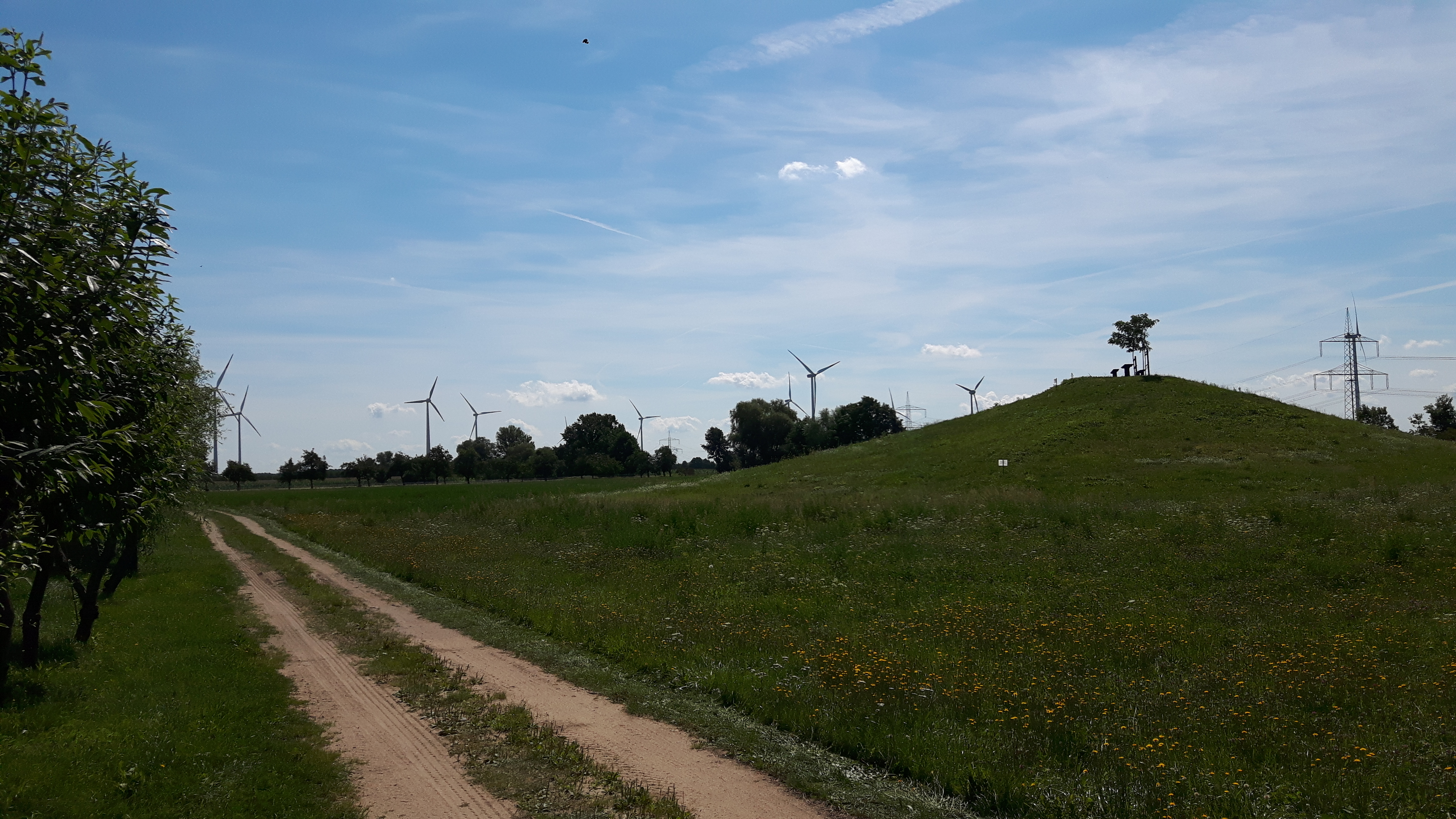
Windpark Schönwalde Südost

Im Jahr 1999 wurde in Schönwalde der Windpark Schönwalde Südost in Betrieb genommen. In den Jahren 2001 und 2007 wurde er jeweils erweitert. Aktuell besteht der Windpark aus 15 Anlagen – davon sind elf Anlagen vom Typ Vestas V90-2MW, drei vom Typ Enercon E-44 und eine vom Typ Enercon E-66/15.66 – mit einer Nennleistung von insgesamt 26,2 MW. Betrieben wird der Windpark von E.ON Climate & Renewables.

## Kultur und Sehenswürdigkeiten

### Dorfkirche

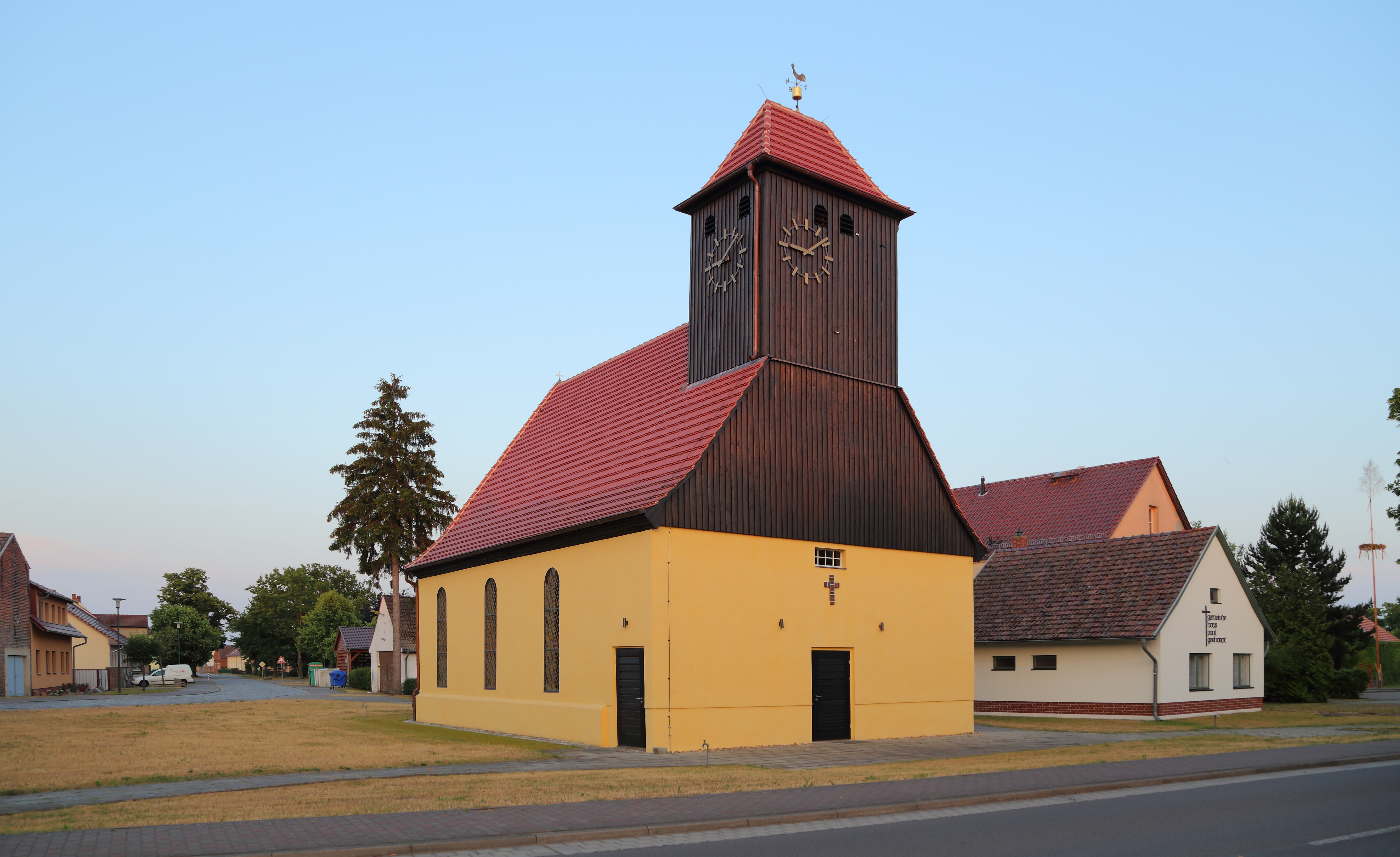
Frontansicht der Schönwalder Dorfkirche

Die Dorfkirche in Schönwalde wurde im 17. Jahrhundert erbaut und im Jahr 1686 eingeweiht. Bei dem Bau handelt es sich um eine teilweise verputzte Fachwerkkirche aus der Zeit des Barock, wie sie im Spreewald des häufigeren anzutreffen ist. Die Kirche ist mit einer Hufeisenempore und einem Kanzelaltar aus dem späten 17. Jahrhundert ausgestattet. Der Altar weist durch seinen Schmuckreichtum Merkmale der Spätrenaissance auf. In den 1960er-Jahren wurde das Gebäude erstmals saniert.
In den Jahren 2009/2010 wies ein Gutachten starke Schädigungen am Fachwerk auf. 2010 wurde in Zusammenarbeit mit der Denkmalschutzbehörde mit der Sanierung begonnen.

### Haus Kulick

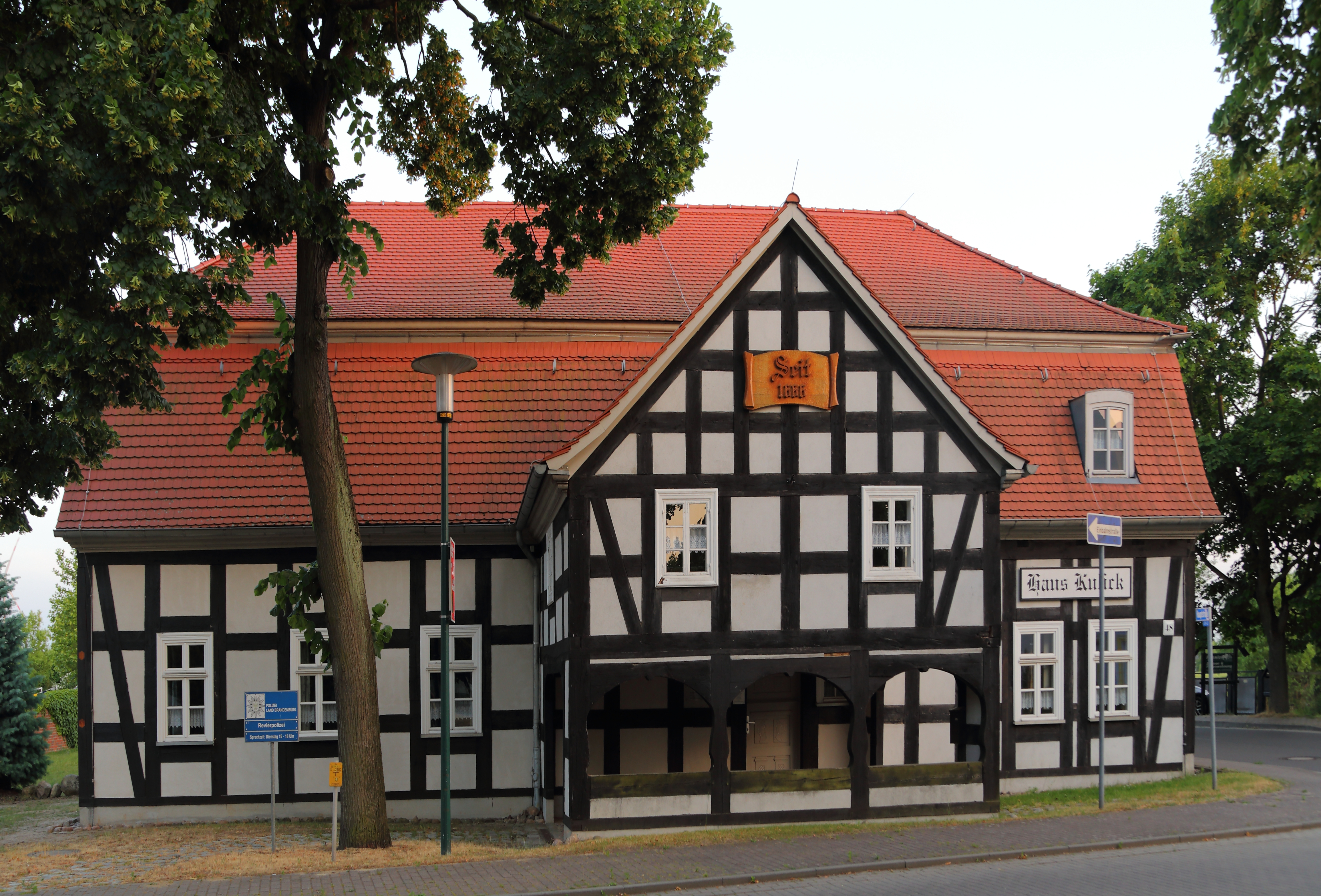
Haus Kulick

Das Haus Kulick wurde 1666 auf rund 1000 Morgen Land errichtet und als Kornbrennerei mit angebauter Gastwirtschaft genutzt. Nach mehreren Besitzerwechseln wurde das Haus 1893 von Gustav Broddak gekauft. 1896 verkaufte Broddak den größten Teil des Landes, auf dem das Haus stand und ihm blieb nur die Wirtschaft zurück. 1932 wurde das Haus umfassend renoviert und die Familie Kulick übernahm das Gebäude. Daher stammt auch der Name. Nachdem die letzte Tochter des Ehepaares Frieda und Richard Kulick die DDR im Jahr 1973 verlassen hatte, wurde das Gebäude an die staatliche Handelsgenossenschaft HO verkauft. Danach lief die Wirtschaft nicht mehr gut und wurde nur ein Jahr nach der Übernahme geschlossen. Zu diesem Zeitpunkt war sie mit 308 Jahren die älteste Wirtschaft im damaligen Kreis Lübben.
Nach der Schließung wurde das Haus Kulick bis 1995 als Wohnhaus und als Jugendclub genutzt. Danach stand das Gebäude bis 2001 leer. Einem Antrag der Gemeinde zur Übernahme des Hauses in kommunales Eigentum wurde im Jahr 2000 stattgegeben. Zwischen 2001 und 2004 wurde das Haus Kulick restauriert.
Das Haus Kulick ist unter der Bezeichnung „Fachwerkhaus Dorfkrug“ in der Landesdenkmalliste des Landes Brandenburg als Baudenkmal eingetragen.

### Freizeit und Tourismus
1921 wurde in Schönwalde der Sportverein SV Wacker 21 Schönwalde gegründet. Angeboten werden die Sektionen Fußball, Volleyball, Billard und Gymnastik. Die erste Herrenfußballmannschaft spielt in der Saison 2017/18 in der Kreisoberliga Südbrandenburg.
Auch sonst hat Schönwalde ein reges Vereinsleben zu verzeichnen. 1911 wurde die Freiwillige Feuerwehr gegründet. Heute hat sie 90 Mitglieder, wovon 35 aktiv am Einsatzdienst teilnehmen. Außerdem gibt es eine Jugendfeuerwehr. Die Freiwillige Feuerwehr Schönwalde hat eine Partnerschaft mit der Freiwilligen Feuerwehr Stary Widzim aus dem Powiat Wolsztyński. Des Weiteren gibt es einen Angelverein, der 1950 gegründet wurde. Der Ökumenische Kirchenchor Schönwalde wurde 1991 gegründet.
Ebenfalls zu erwähnen ist die Jagdhornbläsertruppe. Sie wurde am 5. September 1978 gegründet. Sie belegte zu DDR-Zeiten unter anderem mehrfach den ersten Platz im Bezirksleistungsvergleich und wurde je einmal DDR-Meister und einmal DDR-Vizemeister. Auch nach 1990 wurde die Gruppe mehrfach brandenburgischer Landesmeister. Aktuell hat die Jagdhornbläsergruppe elf Mitglieder und tritt vor allem bei Dorffesten oder Jagdgesellschaften auf.
Schönwalde liegt im Landschaftsgebiet des Unterspreewaldes, die Städte Golßen und Lübben sind 14 beziehungsweise zehn Kilometer entfernt. Das Erlebnisbad Tropical Islands ist wenige Autominuten entfernt und über die BAB 13 zu erreichen. Der Gurken-Radweg führt durch den Ort. In Schönwalde gibt es vier Pensionen.

## Persönlichkeiten
- Ottilie Pohl (1867–1943), deutsche Politikerin und Widerstandskämpferin gegen den Nationalsozialismus, geboren in Schönwalde

## Nachweise
1. ↑  Amt Unterspreewald – Einwohnermeldeamt (Hrsg.): Einwohnerzahlen des gesamten Amtes Unterspreewald (mit Gemeinden und Orts-/Gemeindeteilen) zum Stand 01.01.2017. Schönwalde 27. Juli 2017 (Kontaktdaten [abgerufen am 27. Juli 2017]). Kontaktdaten (Memento des Originals vom 28. September 2020 im Internet Archive)  Info: Der Archivlink wurde automatisch eingesetzt und noch nicht geprüft. Bitte prüfe Original- und Archivlink gemäß Anleitung und entferne dann diesen Hinweis.
2. ↑  Ortsnamen Niederlausitz bei lodka.sorben.com, abgerufen am 25. Juli 2017.
3. 1 2 3 4 5  Zeitleiste des Dorfes Schönwalde. In: schoenwalde-spreewald.de. Schönwalde im Spreewald, abgerufen am 26. Juli 2017.
4. 1 2 3  Gemeinde Schönwald, OT Schönwalde. In: unterspreewald.de. Amt Unterspreewald, archiviert vom Original (nicht mehr online verfügbar) am 15. Juli 2017; abgerufen am 25. Juli 2017.  Info: Der Archivlink wurde automatisch eingesetzt und noch nicht geprüft. Bitte prüfe Original- und Archivlink gemäß Anleitung und entferne dann diesen Hinweis.
5. ↑  Topographisch-statistische Übersicht des Regierungsbezirks Frankfurt a. d. O. 1844, S. 162.
6. ↑  Die Geschichte des Kindergartens Schönwalde, abgerufen am 25. Juli 2017.
7. ↑  Unsere Schule, Grundschule Schönwalde. Abgerufen am 25. Juli 2017.
8. ↑  Amt Unterspreewald: Gremien, abgerufen am 24. Januar 2022.
9. ↑  Schönwalde im Geschichtlichen Ortsverzeichnis. Abgerufen am 25. Juli 2017.
10. ↑  Historisches Gemeindeverzeichnis des Landes Brandenburg 1875 bis 2005. (PDF; 331 KB) Landkreis Dahme-Spreewald. Landesbetrieb für Datenverarbeitung und Statistik Land Brandenburg, Dezember 2006, abgerufen am 25. Juli 2017.
11. ↑  Windpark Schönwalde Südost. In: proplanta.de. Abgerufen am 25. Juli 2017.
12. ↑  Fachwerkkirche Schönwalde, Spreewaldverein, abgerufen am 26. Juli 2017.
13. ↑  Geschichte des Hauses Kulick. In: schoenwalde-spreewald.de. Schönwalde im Spreewald, abgerufen am 25. Juli 2017.
14. ↑  Denkmale in Brandenburg, Objekt 09140276. In: ns.gis-bldam-brandenburg.de. Brandenburgisches Landesamt für Denkmalpflege und Archäologisches Landesmuseum, abgerufen am 25. Juli 2017.